# Jacques Novi
Jacques Novi (* 18. Juli 1946 in Bellegarde, Département Gard) ist ein ehemaliger französischer Fußballspieler und -trainer.

## Spielerkarriere

### In seinen Vereinen
Jacques Novi kam früh zu Olympique Nîmes, für dessen Profimannschaft er als gerade 17-Jähriger sein erstes Spiel in der Division 1 bestritt (Ende August 1963 bei Stade Reims). Vier Jahre lang spielte er dort immer gegen den Abstieg in die Zweitklassigkeit, der 1967 nicht mehr zu verhindern war, als Nîmes als Tabellen-17. in den Barrages gegen AS Aix und FC Toulouse das Nachsehen hatte. Der in der Innenverteidigung bzw. anfangs im defensiven Mittelfeld eingesetzte Novi wechselte daraufhin zu Olympique Marseille.
Bei OM kam er in eine Mannschaft, die seit ihrem Wiederaufstieg eine Saison zuvor kontinuierlich durch neue Spieler verstärkt wurde – beispielsweise kamen Djorkaeff, Artelesa, Skoblar, Bonnel, Magnusson und Loubet, mit Yegba Maya verfügte die Elf zudem über einen effektiven Torjäger. „Jacky“ Novi entwickelte dort seine Qualitäten weiter und wurde darin von seinen Trainern, insbesondere Mario Zatelli, erfolgreich unterstützt; „etwas stur, solide wie eine Eiche und ruhig wie ein Angler“, folgte Novi seinem jeweiligen Gegenspieler auf Schritt und Tritt, behielt dabei aber stets das gesamte Spielgeschehen im Blick. In der Saison 1968/69 bereits zum Nationalspieler geworden (siehe unten), gewann der Abwehrspieler am Ende dieser Spielzeit in Marseille seinen ersten Titel, als die Phocéens – eine in Frankreich geläufige Bezeichnung für die Bewohner der Stadt und die Spieler von Olympique – nach einem 2:0-Finalsieg gegen Girondins Bordeaux im Landespokalwettbewerb reüssierten. Ein Jahr später folgte Novis erster Meistertitel und es dauerte bloß weitere zwölf Monate, ehe der Verein beide Titel erneut in die Provence holte, diesmal sogar in derselben Saison, und sich also auch mit dem Gewinn des Doublé schmücken konnte. Jacques Novi, der während seiner gesamten Karriere von größeren Verletzungen verschont blieb – was ihm die Bezeichnung „Jacky-la-Santé“ eintrug –, stand auch diesmal in der Pokalendspielelf, die 2:1 über den SEC Bastia siegte. In den europäischen Vereinswettbewerben stand er unter anderem in zwei Begegnungen auf dem Rasen, die zu den frühen Höhepunkten Olympiques gezählt werden: das 2:0 gegen Dukla Prag im Pokalsiegerwettbewerb 1969/70, als seine Elf sich in der Verlängerung noch für das Achtelfinale qualifizieren konnte, und das in Lyon ausgetragene „Heimspiel“ gegen Juventus Turin im Europapokal der Landesmeister 1972/73, wobei der 1:0-Sieg jedoch für ein Weiterkommen nicht ausreichte.
Nach sechs Jahren verließ Novi Marseille und trat 1973/74 wieder für seinen alten Klub aus Nîmes an, mit dem er diesmal die Saison im Tabellenmittelfeld abschließen konnte. Ab 1974 bei dem neuen Hauptstadtverein Paris Saint-Germain unter Vertrag, waren für ihn auch dort keine weiteren Titel zu erringen; ein neunter Platz in der Division 1 (1977) und die Halbfinalteilnahme im Pokal (1975) waren schon die besten Platzierungen, die PSG erreichte. Deshalb zog er nach drei Jahren in Paris ins Elsass weiter und spielte dort ebenfalls noch drei Jahre für Racing Strasbourg. 1979 gewann „Jacky“ dort unter Trainer Gilbert Gress, mit dem er bei Marseille drei Saisons in einer Mannschaft gestanden hatte, und gemeinsam mit defensiven Nationalspielern wie Dropsy, Domenech und Specht seine dritte französische Meisterschaft. Im Pokal gelangte Racing allerdings nur bis ins Halbfinale, in dem es an einem krassen Außenseiter, dem Zweitligisten AJ Auxerre, scheiterte.
Als Jacques Novi 1980 seine lange Spielerkarriere beendete, hatte er es auf insgesamt 545 Punktspieleinsätze gebracht. Mit dieser Zahl ist er bis heute (2013) der Spieler mit den achtmeisten Erstligapartien in Frankreich.

#### Vereinsstationen
- Nîmes Olympique (1963–1967)
- Olympique de Marseille (1967–1973)
- Nîmes Olympique (1973/74)
- Paris Saint-Germain FC (1974–1977)
- Racing Club de Strasbourg (1977–1980)

### In der Nationalmannschaft
Jacques Novi, der bereits in den Junioren-, Militär- und Nachwuchsauswahlteams – Letzteres entspricht der heutigen U-23 (Espoirs, ab 1966) – berücksichtigt worden war, bestritt zwischen April 1969 und September 1972 auch 20 A-Länderspiele für Frankreich; ein Torerfolg gelang ihm in diesem Kreis nicht. Gemeinsam mit seinem Klubkameraden Bernard Bosquier bildete er unter Nationaltrainer Georges Boulogne nahezu ununterbrochen die Innenverteidigung der Bleus, ehe die beiden durch das Tandem Trésor/Quittet abgelöst wurden. Novis Pech war, dass Frankreich sich während seiner erfolgreichsten Jahre erst wieder 1978 für ein großes internationales Turnier qualifizieren konnte, als er längst nicht mehr zum Kreis derer gehörte, die Nationaltrainer Hidalgo für die Reise nach Argentinien in Betracht zog.

## Trainerkarriere
Nach seiner Spielerlaufbahn ist Jacky Novi in seine Heimatregion am Mittelmeer zurückgekehrt, wo er zunächst das Nachwuchsausbildungszentrum (centre de formation) seines Ursprungsvereins Olympique Nîmes leitete (1989 bis 1992). Von 1995 bis 1997 trainierte er die Drittligaelf von Rodez Aveyron Football, woran sich drei Jahre bei der Étoile Sportive de Fréjus anschlossen, für die er während der Saison 1998/99 auch als sportlicher Leiter fungierte. Von 2000 bis 2002 arbeitete er dann bei Olympique Alès, mit dem er 2002 einen siebten Platz in der dritthöchsten Spielklasse erreichte – wenige Monate, bevor der Verein Konkurs anmelden musste.

## Palmarès als Spieler
- Französischer Meister: 1971, 1972 und 1979 (und Vizemeister 1970)
- Französischer Pokalsieger: 1969, 1972
- 20 A-Länderspiele (kein Treffer) für Frankreich
- 545 Spiele und 26 Tore in der Division 1, davon 165/8 für Nîmes, 196/13 für Marseille, 102/4 für Paris, 82/1 für Strasbourg[13]; damit 7. Platz in der Liste der am häufigsten eingesetzten Spieler aller Zeiten
- In den Europapokalwettbewerben 22 Einsätze (kein Tor), davon 12 für Marseille und 10 für Strasbourg[14]